# Rio Chagu
Der Rio Chagu ist ein etwa 79 km langer rechter Nebenfluss des Rio Iguaçu im Süden des brasilianischen Bundesstaats Paraná.

## Geografie

### Lage
Das Einzugsgebiet des Rio Chagu befindet sich auf dem Terceiro Planalto Paranaense (Dritte oder Guarapuava-Hochebene von Paraná).

### Verlauf
Sein Quellgebiet liegt auf der Grenze zwischen  den Munizipien Laranjeiras do Sul und Nova Laranjeiras auf 721 m Meereshöhe etwa 6 km östlich des Hauptorts zwischen der BR-277 und der Eisenbahnlinie Estrada de Ferro Paraná Oeste.
Der Fluss verläuft überwiegend in südlicher Richtung. Nach etwa 30 km erreicht er das Munizip Rio Bonito do Iguaçu, das er mittig von Nord nach Süd durchquert, dessen Hauptort er aber links liegen lässt. Er mündet auf 489 m Höhe von rechts in den Rio Iguaçu. Er ist etwa 79 km lang.

### Munizipien im Einzugsgebiet
Am Rio Chagu liegen die drei Munizipien Laranjeiras do Sul, Nova Laranjeiras und Rio Bonito do Iguaçu.

### Wasserkraftwerk Salto Santiago
Auf den letzten etwa 20 km seines Laufs wird der Rio Chagu für das Wasserkraftwerk Usina Hidrelètrica de Salto Santiago aufgestaut, das dritte der fünf großen Stauwerke des Rio Iguaçu.